# 落下の王国
『落下の王国』（らっかのおうこく、The Fall）は、2006年のインド・イギリス・アメリカ合衆国の冒険ファンタジー映画。ターセム・シン監督の2作目の作品で、出演はリー・ペイスとカティンカ・アンタルーなど。重傷を負ったスタントマンの男性が少女に語るおとぎ話を描いている。
2006年9月に開催された第31回トロント国際映画祭で初上映された後、第40回シッチェス・カタロニア国際映画祭でグランプリ（最優秀作品賞）を受賞するなど高い評価を受けた。
日本での劇場公開時のキャッチコピーは「君にささげる、世界にたったひとつの作り話。」。
2009年にBlu-rayとDVDが『ザ・フォール/落下の王国』のタイトルで発売されている。

## ストーリー
1915年のロサンゼルス。無声映画のスタントマンをしていたロイは、撮影中に大怪我を負い半身不随となる。挙げ句の果てに主演俳優に恋人を奪われ、自暴自棄になっていた。
そんなとき入院中の病室に現れたのは、オレンジの収穫中に木から落ちて腕を骨折して入院していたルーマニアからの移民の少女アレクサンドリアだった。ロイは、動けない自分に代わって自殺するための薬を少女に盗ませようと思い付き、アレクサンドリアに作り話を聞かせ始める。それは一人の悪者のために、愛する者や誇りを失い、深い闇に落ちていた6人の勇者達が力を合わせ悪者に立ち向かう【愛と復讐の物語】。しかし、少女を操るためのたわいない寓話は、いつしか少女に希望を与え、やがて自分自身をも救う壮大な物語へと広がっていく。

## キャスト
※括弧内は日本語吹替
- アレクサンドリア / 山賊の娘: カティンカ・アンタルー（諸星すみれ）
- ロイ・ウォーカー / 黒山賊: リー・ペイス（加瀬康之）
- 片足の俳優 / ルイジ: ロビン・スミス（英語版）（池田勝）
- 氷配達人 / オッタ・ベンガ: マーカス・ウェズリー（楠大典）
- オレンジ摘み / インド人: ジートゥー・ヴァーマ（英語版）（有本欽隆）
- 病院職員 / ダーウィン: レオ・ビル（日野聡）
- オレンジ摘み / 霊者（ミスティック）: ジュリアン・ブリーチ（英語版）
- エヴリン看護師 / エヴリン姫: ジャスティン・ワデル（英語版）（恒松あゆみ）
- シンクレア / オウディアス総督: ダニエル・カルタジローン（英語版）（宮本充）
- 医者 / アレクサンダー大王: キム・ウィレンブローク
- アレクサンダー大王のメッセンジャー: エイダン・リスゴー
- ウォルト: ショーン・ギルダー（坂東尚樹）
- アレクサンドリアの父親 / 黒山賊 : エミール・ホスティナ（英語版）
- オーガスティン司祭: グラント・ブレット・スワンピー（緒方文興）
- オットー: ロナルド・フランス（藤本譲）
- ホラス: ニコ・ソウタルスキ（土田大）

## 製作
ターセム監督は、脚本ヴァレリ・ペトロフ、監督ザコ・ヘスキジャのブルガリア映画『Yo Ho Ho』（1981年）から想を得て本作品を企画し、構想26年、13の世界遺産、24ヶ国以上でロケーション撮影され期間4年を費やして製作された。
第38回カンヌ国際映画祭で芸術貢献賞、第65回アカデミー賞で衣装デザイン賞を受賞している石岡瑛子が衣裳デザインを担当。
提供者としてスパイク・ジョーンズ、デヴィッド・フィンチャーがクレジットされている。
主題曲として用いられているのはベートーヴェンの交響曲第7番の第二楽章である。

## 作品の評価

### 映画批評家によるレビュー
Rotten Tomatoesによれば、批評家の一致した見解は「断片的な物語で構成されているというよりも視覚的に精巧な作りの『落下の王国』は、好きでする仕事と映画作家の自己満足の間の境界線上でバランスを取っている。」であり、110件の評論のうち高評価は61%にあたる67件で、平均点は10点満点中6.28点となっている。
Metacriticによれば、23件の評論のうち、高評価は13件、賛否混在は10件、低評価はなく、平均点は100点満点中64点となっている。

### 受賞歴
- 第40回シッチェス・カタロニア国際映画祭 グランプリ（最優秀作品賞）
- 第57回ベルリン国際映画祭 クリスタルベアー特別賞（青少年部門［Generation 14plus］最優秀長編映画賞）
- 第31回トロント国際映画祭 オフィシャル・セレクション
- 映画館大賞「映画館スタッフが選ぶ、2008年に最もスクリーンで輝いた映画」第20位